# تورتلفرد، ساسکاچوان
تورتلفرد، ساسکچوان (به انگلیسی: Turtleford, Saskatchewan) یک شهرک در کانادا است که در ساسکاچوان واقع شده‌است.

## خصوصیات
تورتلفرد ۱٫۶۹ کیلومترمربع مساحت و ۵۲۵ نفر جمعیت دارد.